# Aloidendron dichotomum
Espèce
Classification APG III (2009)
Statut CITES
Synonymes
- Aloe dichotoma  Masson, 1776
- Rhipidodendrum dichotomum (Masson) Willd.
- Aloe ramosa Haw.
- Aloe montana Schinz
- Aloe dichotoma var. montana (Schinz) A.Berger

Aloidendron dichotomum (anciennement Aloe dichotoma), ou arbre aux carquois, à carquois, carquois ou faux dragonnier, est une espèce de plantes à fleurs de la famille des Xanthorrhoeaceae. C'est un aloès arborescent indigène de Namibie et d'Afrique du Sud (plus particulièrement de la province du Cap-Nord).
En 2010, il a été placé sur la liste des dix espèces les plus affectées par le changement climatique par l'UICN,.

## Histoire
Le premier signalement d'A. dichotomum a été fait par Simon van der Stel (gouverneur du Cap à l'époque) lors de son voyage vers le nord vers les monts Copper en 1685.

## Taxonomie
Des études phylogénétiques ont indiqué que plusieurs espèces qui étaient traditionnellement classées comme membres du genre Aloe étaient génétiquement distinctes et comprenaient un clade entièrement distinct. En 2013, l'espèce dichotoma a donc été séparée et reclassée dans le genre distinct Aloidendron. Cette décision a été confirmée par Manning et al. en 2014. Cette nouvelle classification n'est cependant pas passée dans les mœurs de tous les spécialistes. Les pépiniéristes et la littérature font encore référence au genre Aloe concernant dichotomum. C'est donc sous cette appellation qu'on le trouvera le plus souvent chez les vendeurs, ou dans les livres.
Son nom vernaculaire sud-africain Kokerboom (des mots afrikaans koker signifiant « carquois », et boom signifiant « arbre ») vient du fait que ses branches et son écorce sont utilisées par les San pour faire des carquois. En anglais, cet arbre s'appelle "quiver tree" : arbre carquois, comme en français. On le nomme aussi parfois "faux dragonnier" pour sa ressemblance avec le dragonnier des Canaries (Dracaena draco).
Son nom latin dichotoma signifie « séparé en deux », ou « fourchu » car la plante se divise systématiquement en deux branches à partir du tronc, qui elles-mêmes se séparent en deux, et ainsi de suite.

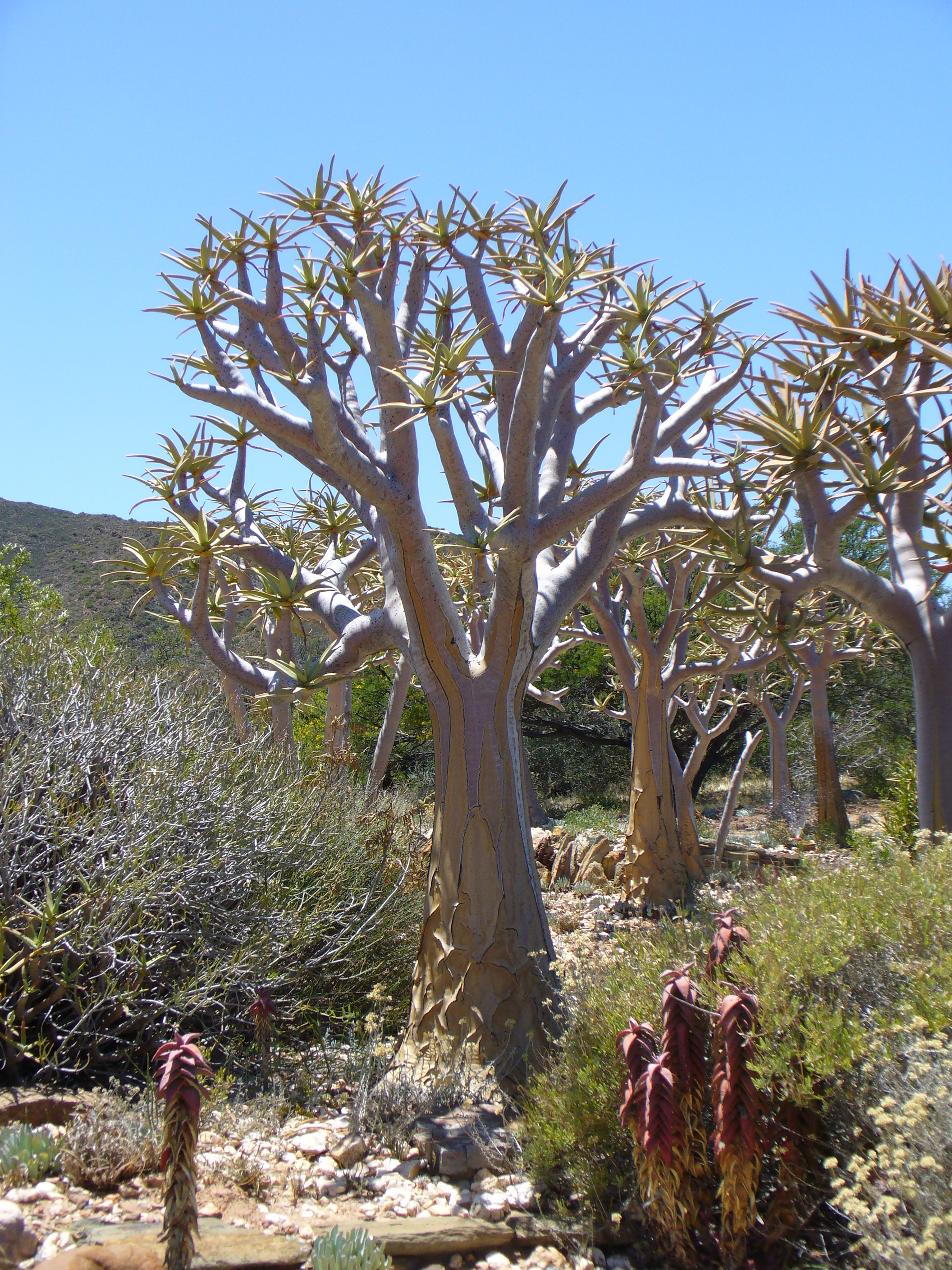
Aloe dichotoma avec les nouvelles branches de l'aloe apparaissant systématiquement par deux.

## Description

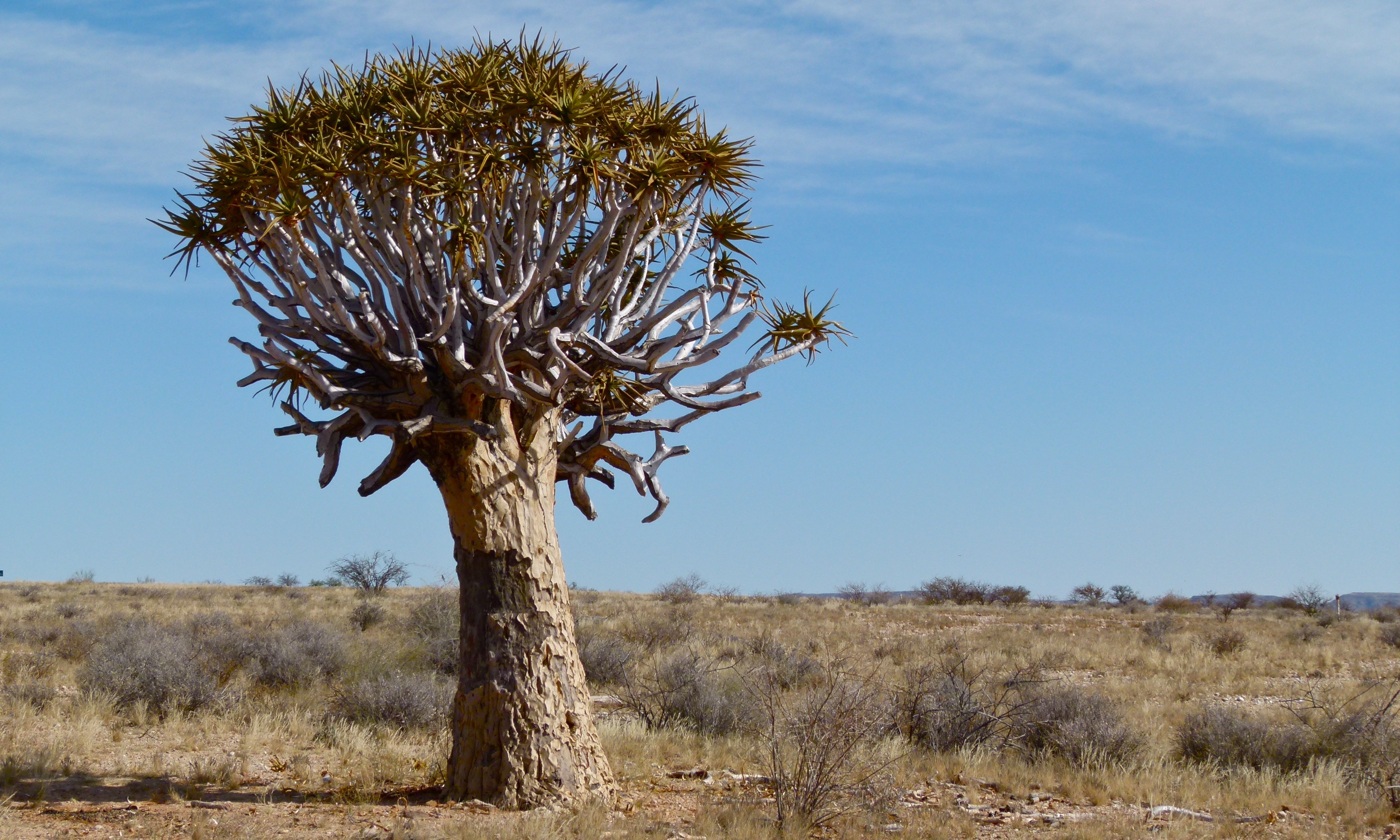
Aloidendron dichotomum (parc national des Chutes d'Augrabies, Afrique du Sud).

L'Aloidendron arborescent a des branches lisses, qui sont recouvertes d'une fine couche de poudre blanchâtre qui réfléchit les rayons du Soleil. L'écorce du tronc forme de belles écailles brun doré. Les bords de ces écailles sont tranchantes comme un rasoir.

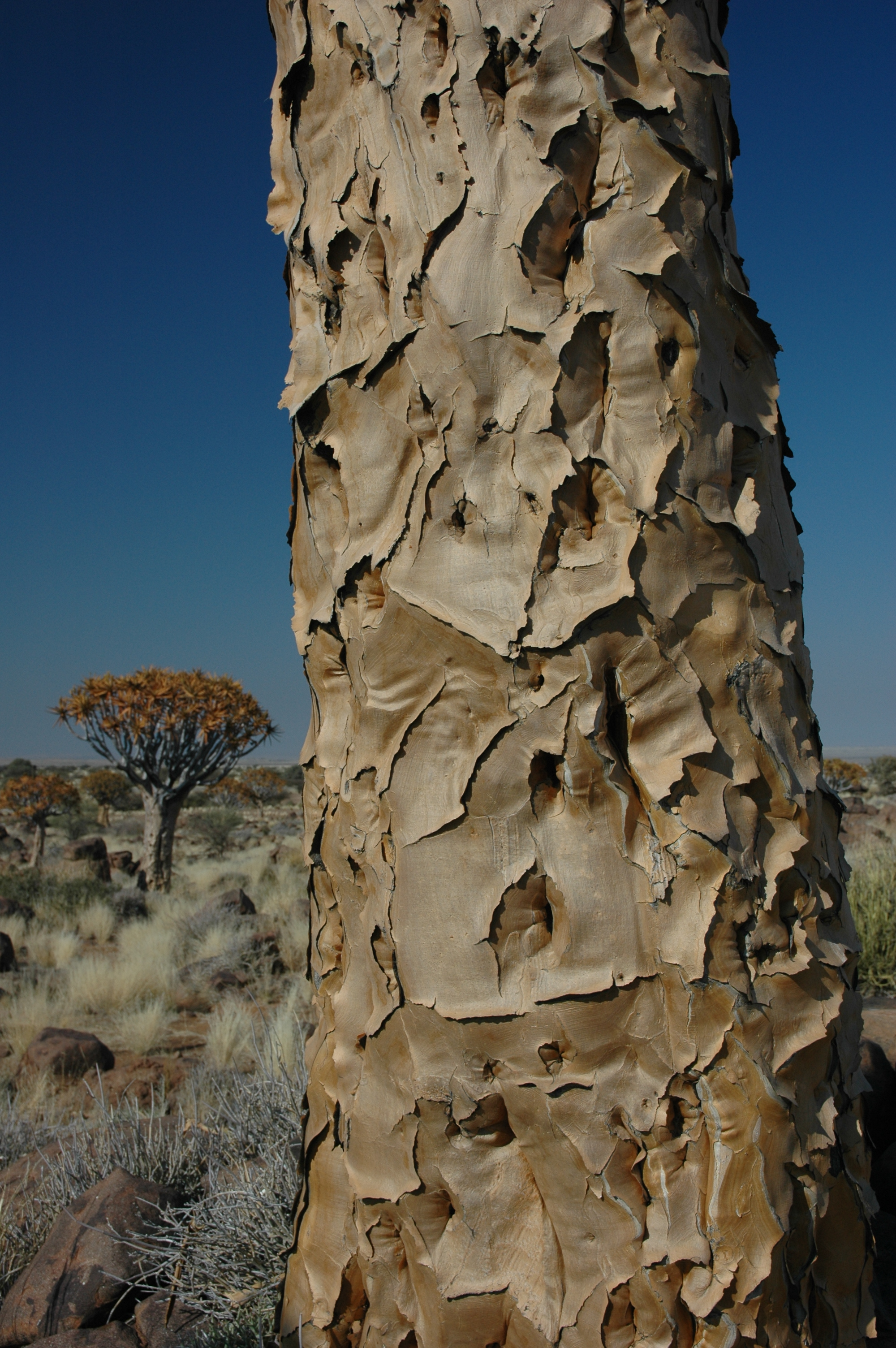
Aloidendron dichotomum avec un gros plan sur les écailles recouvrant la plante.

La couronne est souvent très arrondie en raison des branches séparées en deux à répétition. Les feuilles bleu-vert sont portées par des rosettes terminales. Chez les plantes juvéniles, avant la première séparation en deux (en dessous d'un mètre de tronc) les feuilles sont implantées à la verticale sur le tronc, les unes sous les autres. Elles perdent ensuite cette implantation au fur et à mesure du vieillissement de l'arbre, et forment finalement des rosettes terminales sur les exemplaires âgés.
Les feuilles sont pourvues de petites dents blanches à rougeâtres sur les bords et parfois sur la face inférieure. Elles sont lancéolées et ont une disposition alterne.
Cet aloidendron peut atteindre plus de 80 ans et une hauteur d'environ 7 mètres, voir plus (9 mètres suivant la littérature, et plusieurs centaines d'années),. C'est une plante qui pousse rapidement.

## Floraison
La floraison se produit de juin à juillet, sur des arbres vieux de 20 à 30 ans. Des témoignages rapportent que des arbres d'une dizaine d'années seulement peuvent également fleurir. Les fleurs jaunes apparaissent sur une hampe florale axillaire de 30 à 50 cm. Les fleurs sont nectarifères et attirent les abeilles, les papillons. Dans le milieu naturel les souimanga pollinisent la plante.

## Répartition et écologie
Cette espèce se trouve dans les régions arides du Namaqualand et Bushmanland. Il se rencontre dans les zones rocheuses, de près de Nieuwoudtville vers le nord en Namibie et vers l'est jusqu'à Upington et Kenhardt.
L'un des rares exemples de forêts spontanées d'A. dichotomum est la forêt de Quiver Tree, à environ 14 km au nord de Keetmanshoop, en Namibie. Un autre est situé dans le Cap-Nord de l'Afrique du Sud à Gannabos.
Dans une grande partie de son aire de répartition, cette espèce est en déclin. La modélisation de la répartition de la plante en Afrique du Sud et en Namibie a contribué à comprendre les besoins des aires protégées en réponse au changement climatique. Les déclins modélisés de l'aire de répartition de cette espèce en raison du changement climatique ont récemment été confirmés par des études sur le terrain effectuées par Wendy Foden et Guy Midgley.
Cette plante bien qu'originaire des milieux arides, résistante aux fortes chaleurs et à de légères gelées (jusqu'à -5 °C Zone USDA9 et supérieure) semble être en déclin dans certaines parties de son habitat naturel, à cause du réchauffement climatique.

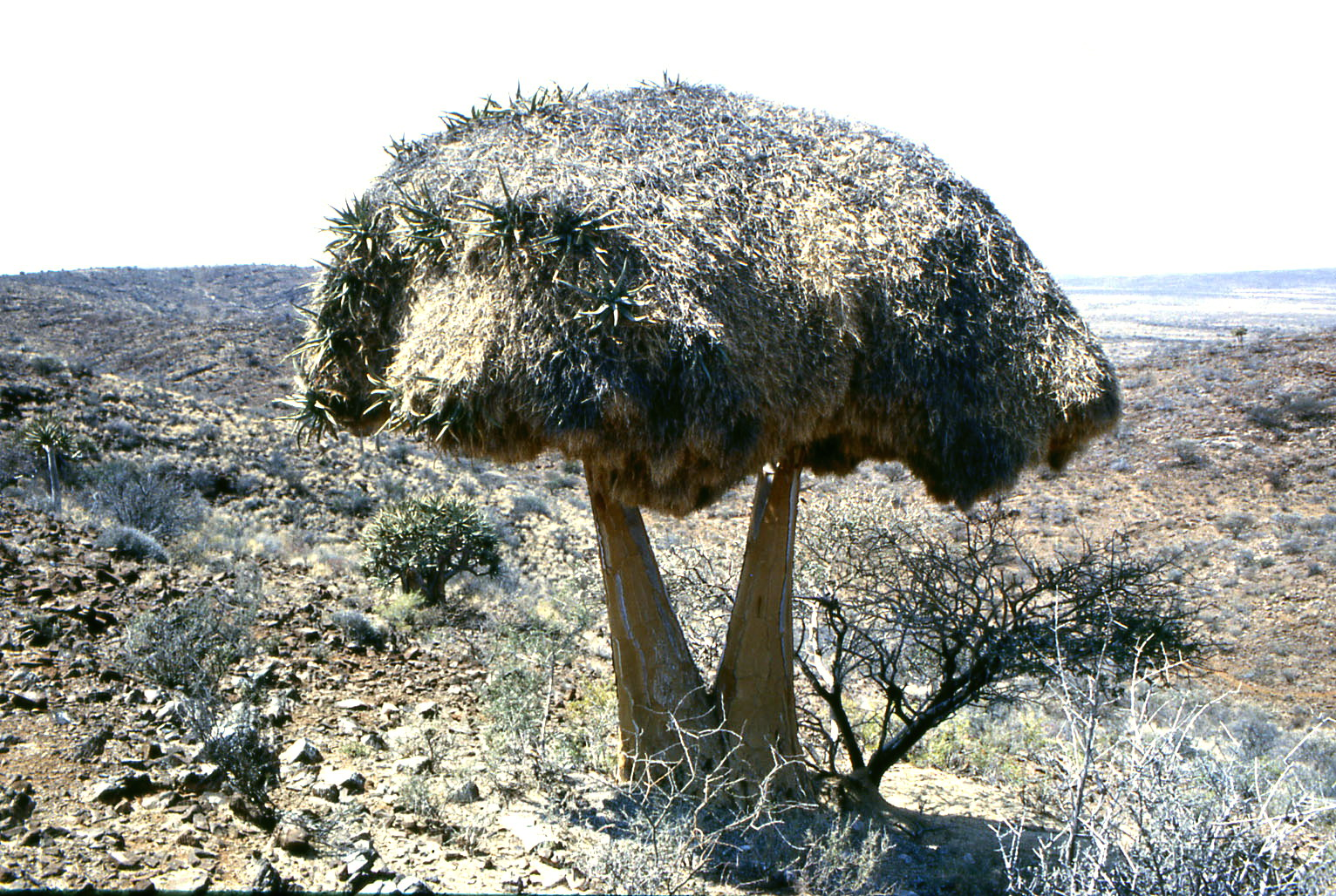
Aloe dichotomum, un aloe envahi par un nid géant de tisserins.

Une chaleur excessive empêche la photosynthèse et la plante meurt. Wendy Foden a découvert que cette plante commençait à migrer vers le sud pour échapper aux températures excessives. Cependant vu la vitesse de reproduction de ces plantes (tous les 15 ans seulement), il se pourrait qu'elles n'aient pas le temps d'atteindre les zones moins arides avant de disparaître dans cette partie du monde.
Un phénomène courant dans les branches de ces arbres est l'établissement d'énormes nids communs de tisserins qui y vivent et se reproduisent par milliers. La situation en hauteur les met, ainsi que leur progéniture, à l'abri des prédateurs comme les serpents et les chacals.

## Utilisation et culture
De grands troncs d'arbres morts sont creusés et utilisés comme réfrigérateur naturel. L'eau, la viande et les légumes y sont stockés. Le tissu fibreux du tronc a un effet rafraîchissant lorsque l'air le traverse.
C'est une plante couramment utilisée dans les jardins sud africains, et les pays aux climats similaires. Il se plaira en sol sec et caillouteux, dans une rocaille, par exemple. Pour qu'il puisse fleurir, il a besoin de soleil. Il faudra veiller à modérer fortement les arrosages une fois la plante installée, et assurer un bon drainage, pour éviter le pourrissement. Cette plante peut aussi se plaire en pot ou en conteneur.

## Sous-espèces
En 2011, la World Checklist of Selected Plant Families reconnaît trois sous-espèces : A. dichotoma dichotoma, A. dichotoma pillansii et A. dichotoma ramosissima.

## Galerie

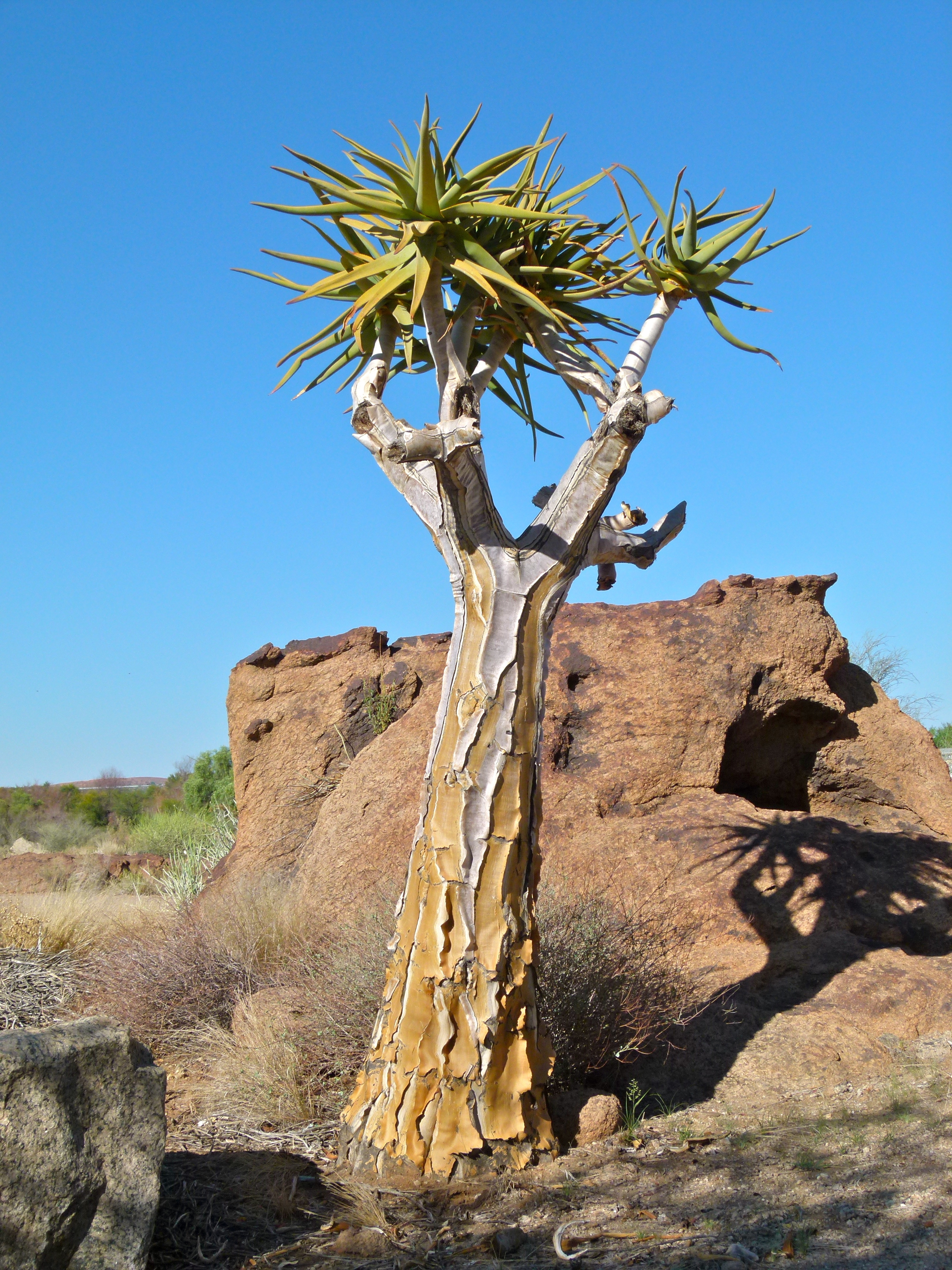
Aloidendron dichotoma (parc national des Chutes d'Augrabies, Afrique du Sud).
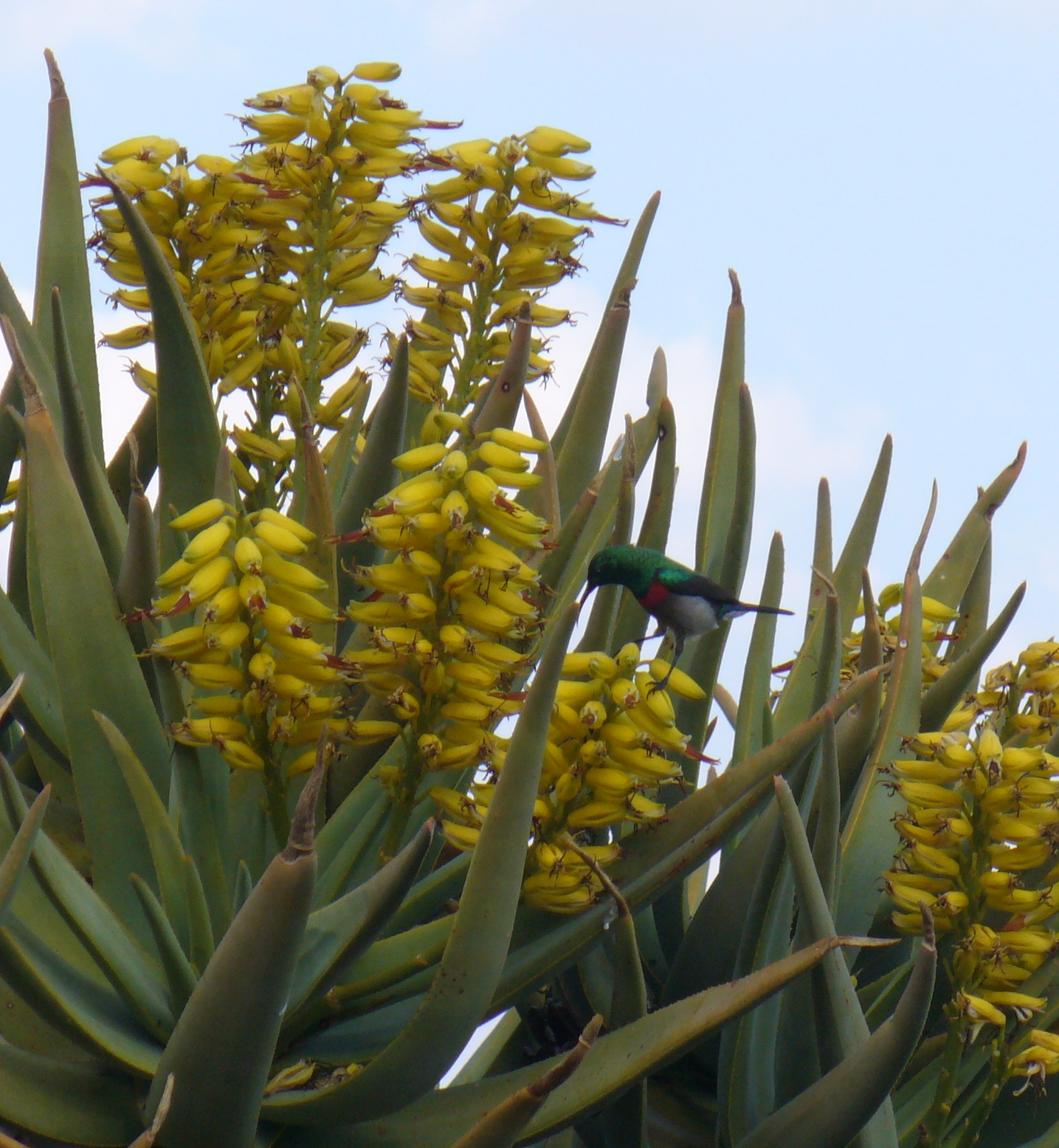
Floraison ; un Nectariniidae dans les inflorescences.
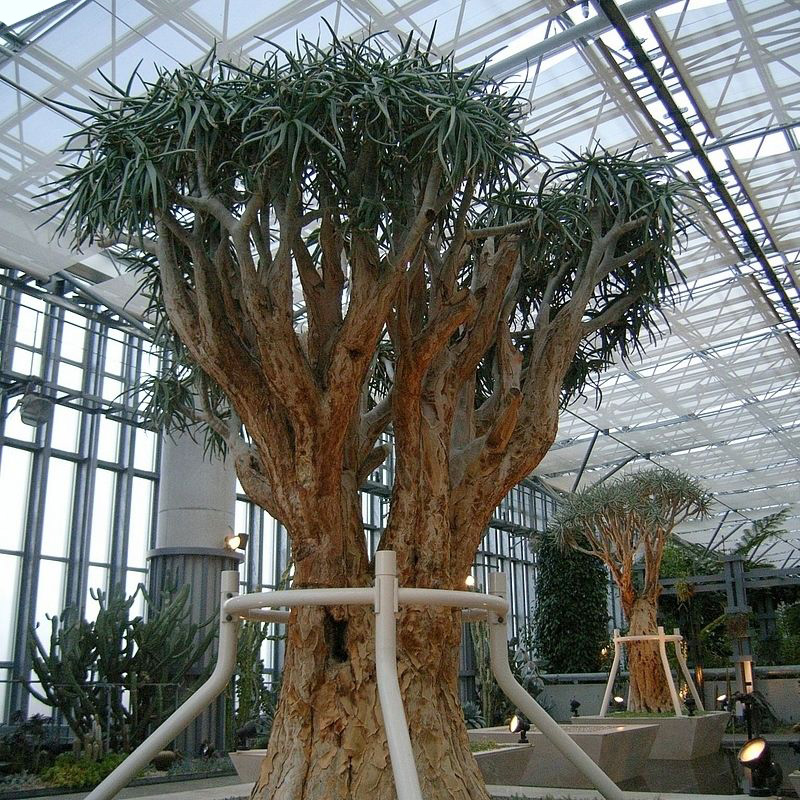
Grand exemplaire de dichotoma en serre.
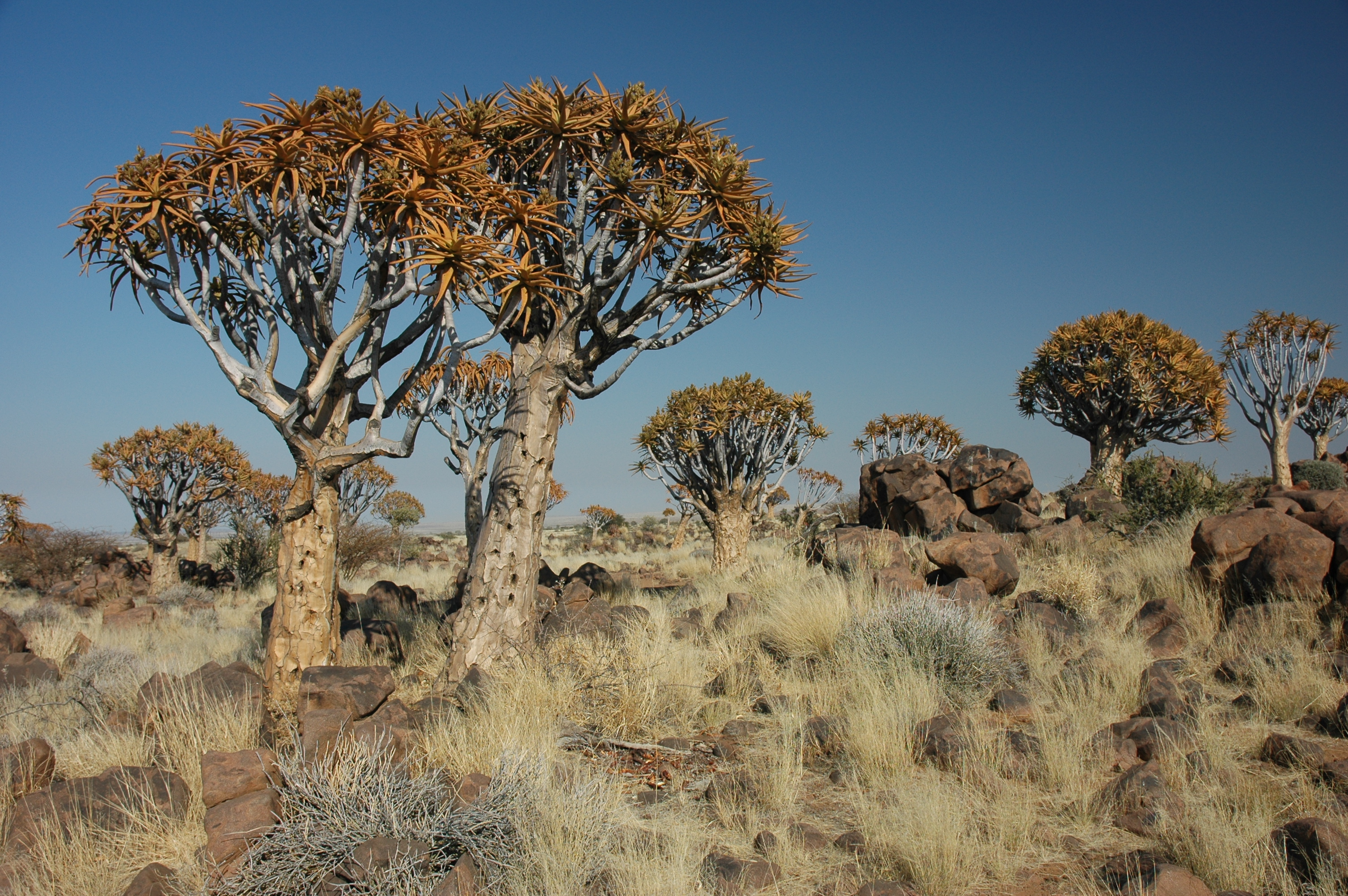
La « forêt » d'arbres aux carquois en Namibie.
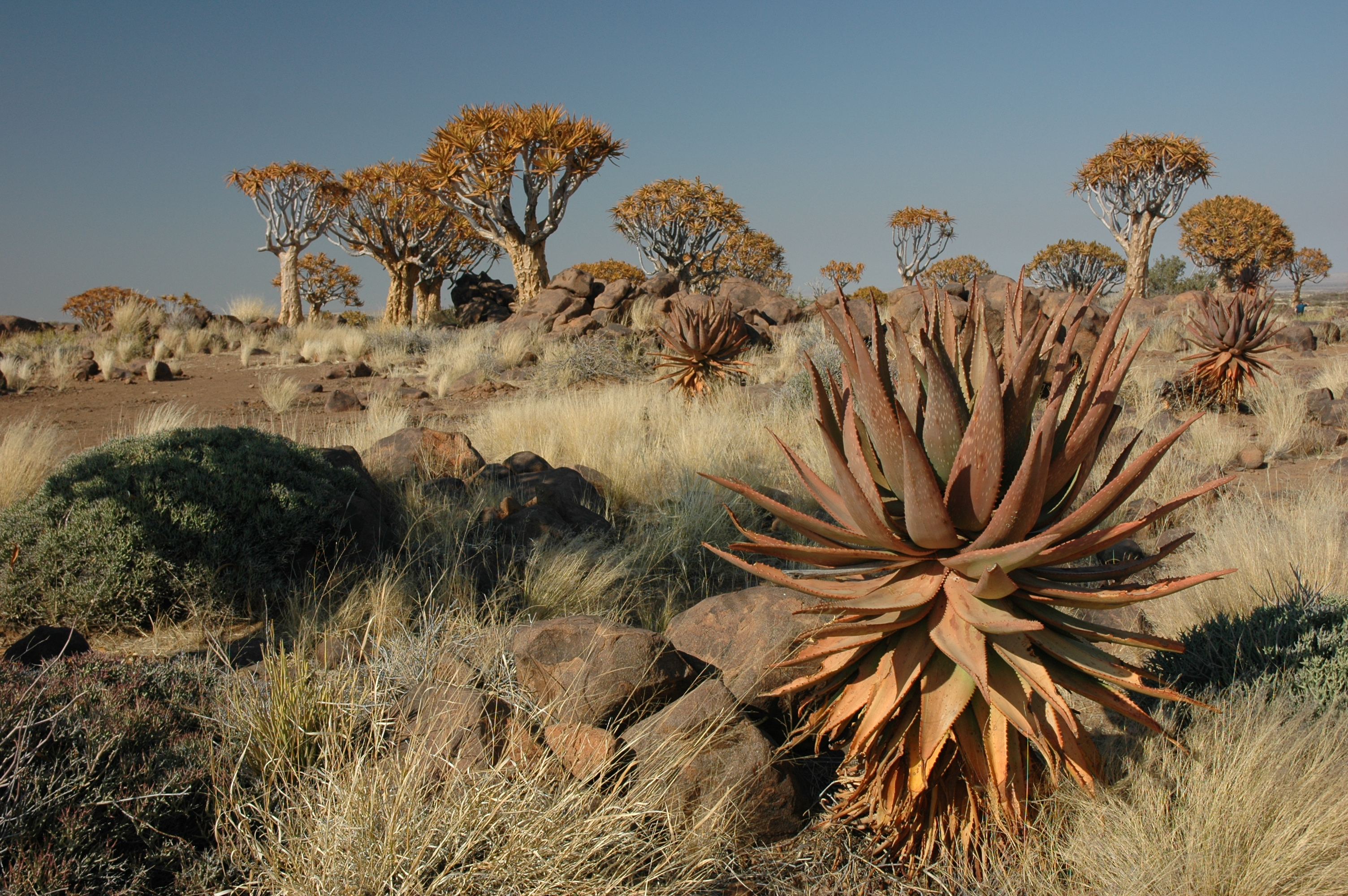
La « forêt » d'arbres aux carquois en Namibie.
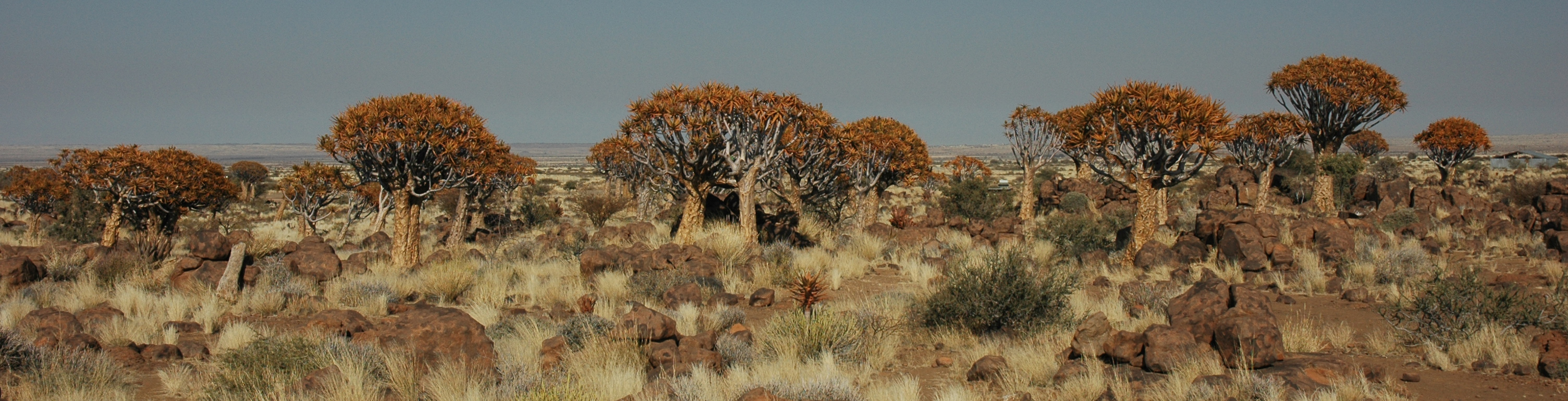
La « forêt » d'arbres aux carquois en Namibie.